# Ernst Mayer (poslanec Říšské rady)
Ernst Mayer (21. ledna 1815 Prachatice – 12. března 1891 Prachatice) byl rakouský a český lékař a politik německé národnosti, v 60. a 70. letech 19. století poslanec Českého zemského sněmu a Říšské rady, dlouholetý starosta Prachatic.

## Biografie
Pocházel ze rodu lékařů, který původně sídlil ve Vorarlbersku. Do Prachatic se přestěhoval jeho děd. Lékařem byl i otec Martin Mayer (později v letech 1820–1836 i prachatický purkmistr). Ernst Mayer vystudoval medicínu na Vídeňské univerzitě. Působil zde pak coby asistent a suplující profesor na lékařské fakultě. Počátkem 50. let 19. století se přestěhoval zpět do domovských Prachatic.
V únoru 1861 byl zvolen prachatickým purkmistrem a do funkce byl opakovaně volen v následujících letech. Starostou města byl celkem po třicet let, do své smrti. V čele městské samosprávy dokázal prosadit zřízení reálného gymnázia. Ve městě došlo k výstavbě divadla, rozhledny na Libíně. Snažil se též pro Prachatice zajistit železniční spojení (provedeno až po jeho smrti).
V 60. letech 19. století se zapojil i do zemské a později i celostátní politiky. Ve volbách v roce 1861 byl v městské kurii (obvod Vimperk – Prachatice – Volary) zvolen do Českého zemského sněmu. Znovu se do sněmu vrátil za týž obvod ve volbách v roce 1870. Mandát zde obhájil i ve volbách v roce 1872.
Zasedal také v Říšské radě (celostátní zákonodárný sbor), kam ho vyslal zemský sněm roku 1872 (tehdy ještě Říšská rada nevolena přímo, ale tvořena delegáty jednotlivých zemských sněmů). Složil slib 7. května 1872. Uspěl i v přímých doplňovacích volbách do Říšské rady roku 1874, kdy byl zvolen za kurii venkovských obcí, obvod Prachatice, Sušice, Horní Planá atd. poté, co v řádných volbách předtím zvolený poslanec Johann Jungbauer nezískal potvrzení své volby. Poslanecký slib složil 4. března 1874.
Byl členem německé liberální strany (takzvaná Ústavní strana, liberálně a centralisticky orientovaná, odmítající federalistické aspirace neněmeckých etnik).
S manželkou Ernestinou, rozenou Wawruch, měl šest dětí. Vedle tří dcer se dospělosti dožil jediný syn Heinrich, který však v šestadvaceti letech podlehl souchotinám.
Zemřel v březnu 1891 na rakovinu žaludku. Pohřben byl na prachatickém hřbitově.